# 千賀重親
千賀 重親（せんが しげちか）は、戦国時代から江戸時代初期にかけての武将。知多半島を根拠とする師崎水軍。
佐治為貞の子として誕生するが、佐治家重臣千賀為親の養子になり、佐治家の陣代を務めた。
永禄3年（1560年）桶狭間の戦い前に松平元康に仕えた。天正18年（1590年）、豊臣秀吉により家康が関東に転封されるとそれに同行、小浜景隆、向井正綱、間宮信高と共に徳川御船手四人衆に任じられ三崎に配備されて1000石を得た。
慶長5年（1600年）の関ヶ原の戦いの後に旧領の師崎を回復。江戸幕府開幕後は師崎維持のため、尾張を所領とした松平忠吉・徳川義直に仕えて船奉行に任じられ、引き続き師崎を領した。また知多半島の捕鯨を指導したとも伝わる。